# Donn

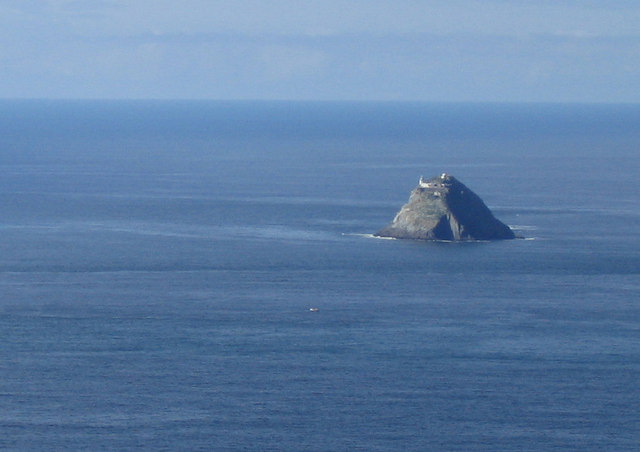
Bull Rock, Irlanda, spesso identificata con Tech Duinn, la dimora di Donn

Nella mitologia irlandese, Donn ("oscuro", dal proto-celtico Dhuosnos), è il dio della morte, e un antenato del popolo dei gaeli. Si dice che Donn dimori a Tech Duinn (la "casa di Donn" o "casa dell'oscuro"), dove si radunano le anime dei morti. In origine potrebbe essere stato un aspetto del Dagda. Il folklore su Donn è sopravvissuto nell'era moderna in alcune parti dell'Irlanda, in cui si dice che sia un cavaliere fantasma che cavalca un cavallo bianco.

## Attestazioni
Un poema del IX secolo afferma che il desiderio di Donn in punto di morte era che tutti i suoi discendenti si sarebbero riuniti a Tech Duinn dopo la morte: "A me, alla mia casa, verrete tutti dopo le vostre morti". La favola del X secolo Airne Fíngein ("La veglia di Fíngen") afferma che Tech Duinn è il luogo in cui si radunano le anime dei morti. Nella loro traduzione dell'opera Acallam na Senórach, Ann Dooley e Harry Roe hanno commentato che "andare alla Casa di Donn nella tradizione irlandese significa morire". Ciò suggerisce che i gaeli pagani vedevano Donn come il loro antenato e credevano che sarebbero giunti nella sua dimora quando sarebbero morti. Tech Duinn potrebbe essere stato pensato come un luogo in cui le anime dei morti si radunano prima di viaggiare verso la loro destinazione finale, o prima di reincarnarsi. Secondo Giulio Cesare, i Galli sostenevano di discendere da un dio che lui paragonò a Dis Pater, il dio romano degli inferi.
Gli scrittori cristiani che compilarono il Lebor Gabála Érenn trasformarono probabilmente Donn in Éber Donn, uno dei mitici antenati milesi dei gaeli. Secondo la narrativa contenuta in quest'ultimo testo, i milesi invasero l'Irlanda e la sottrassero ai Tuatha Dé Danann. Durante la loro invasione, Donn offende Ériu, una delle dee omonime dell'Irlanda, e annega in un naufragio al largo della costa sud-occidentale. Donn viene quindi sepolto su un'isola rocciosa che diventa nota come Tech Duinn. Tech Duinn è comunemente identificato con Bull Rock, un isolotto al largo della punta occidentale della penisola di Beara. In Irlanda si credeva che le anime dei morti partissero verso ovest sul mare con il sole al tramonto.
Nel racconto Togail Bruidne Dá Derga ("La distruzione dell'ostello di Dá Derga"), il re Conaire Mór incontra la sua morte nel Bruiden Dá Derga (la "grande sala o ostello del dio rosso"). Sulla strada per l'ostello, Conaire incontra tre uomini rossi in sella a cavalli rossi dell'altro mondo. Predicono il suo destino e gli dicono "cavalchiamo i cavalli di Donn ... anche se siamo vivi, siamo morti". Donn è chiamato "re dei morti" nel racconto. È stato suggerito che Dá Derga e l'ostello siano un altro nome di Donn e della sua dimora. Potrebbe essere un nome per il dio della morte nel contesto di morte violenta o sacrificio, da cui il nome "dio rosso".
Nel racconto Tochmarc Treblainne ("Il corteggiamento di Treblann"), la donna dell'altro mondo Treblann fugge con l'uomo mortale Fráech, che la manda in salvo a Tech Duinn mentre intraprende una missione. In questo racconto, si dice che Donn sia il figlio o il figlio adottivo del Dagda. Dáithí Ó hÓgáin nota somiglianze tra i due e suggerisce che Donn fosse originariamente un epiteto del Dagda.
Donn è inoltre il padre del guerriero dei Fianna Diarmuid Ua Duibhne, che egli diede ad Aengus Og affinché lo allevasse.